# Nguyên Vũ (ca sĩ)
Lê Nguyên Vũ (sinh ngày 4 tháng 8 năm 1975), thường được biết đến với nghệ danh Nguyên Vũ, là một ca sĩ, diễn viên và người dẫn chương trình truyền hình người Việt Nam. Anh từng là cái tên nổi tiếng trong thế hệ 9x với nhiều bài hát hit, có mặt hầu hết trên thị trường băng đĩa nhạc. Sau này, Nguyên Vũ đã đánh dấu được tên tuổi của mình trong nhiều lĩnh vực, với vai trò diễn viên, dẫn chương trình và làm giám khảo cho một số cuộc thi truyền hình.

## Tiểu sử
Nguyên Vũ sinh ngày 4 tháng 8 năm 1975 tại Thành phố Hồ Chí Minh. Anh được sinh ra vào thời điểm đất nước vừa thống nhất năm 1975. Tuổi thơ của anh gắn liền với giai đoạn khó khăn của thành phố những năm đầu sau giải phóng. Nguyên Vũ từng cho biết lúc bé, anh cũng trải qua những ngày tháng vất vả như bao người. Giọng ca Hoa anh đào trong gió từng ăn cơm độn với bo bo, khoai mì, thậm chí khoai còn bị sùng. Anh còn dí dỏm cho biết điều mà bản thân không thể quên về tuổi thơ của mình đó là nỗi ám ảnh mang tên “chí” (chấy). Nam khách mời nói lúc đó không có dầu gội nên hầu như đứa trẻ nào cũng có chí và anh cũng không ngoại lệ. Mỗi lần muốn diệt thì mọi người sẽ dùng một chiếc lược dày và một tờ giấy trắng để chải tóc.
Năm 1992, sau khi đạt giải A cuộc thi Tiếng hát học sinh sinh viên toàn quốc, Nguyên Vũ bắt đầu bước chân vào nghệ thuật. Nói là vậy, song trên thực tế, anh phải lén gia đình theo đuổi nghề vì lúc đó mọi người không ủng hộ. Mỗi lần đi hát, nam ca sĩ lén bỏ quần áo diễn vào trong cặp và nói dối sang nhà bạn học thêm. Thời điểm đó, anh cũng chỉ hát lót trong lúc chờ ca sĩ nổi tiếng đến. Dù vậy, nam khách mời vẫn kiên trì với đam mê ca hát của mình. Mỗi lần nhận được cát-sê 5.000 - 10.000 đồng, anh thấy hạnh phúc vì đó là công sức kiếm được từ tiếng hát của mình. Nhờ năng lực và sự kiên trì đó, Nguyên Vũ nhanh chóng trở thành ca sĩ có lượng khán giả hùng hậu trong những năm 1990 và đặc biệt là những năm 2000.

## Sự nghiệp
Nguyên Vũ tham gia hoạt động nghệ thuật từ năm 1990. Từ thời đi học, anh đã sớm phát hiện năng khiếu âm nhạc và đạt được nhiều giải thưởng, khi học trung học phổ thông đã dự liên hoan ca nhạc và từng đoạt giải A năm 1993. Nguyên Vũ vào nghề bắt đầu từ giải thưởng "Tiếng hát học sinh sinh viên" năm 1992 và nổi tiếng trong các phong trào học sinh sinh viên với cái tên Phi Vũ. Đến năm 1995, anh đã trở thành ca sĩ độc quyền cho trung tâm băng đĩa nhạc Vafaco và từng là Phó Giám đốc công ty Nhạc Xanh (Green Music Co). Một thời gian sau Nguyên Vũ tách ra trở thành ca sĩ tự do, chính thức bước vào con đường âm nhạc. Năm 1999, anh gặp nhạc sĩ Nguyễn Hà – lúc bấy giờ tạo dấu ấn thành công cho nhóm Tam ca Áo Trắng, Mỹ Linh, Quang Linh, Thu Phương,.. Nguyên Vũ ký hợp đồng độc quyền cùng nhạc sĩ Nguyễn Hà và bắt đầu lại với cái tên Nguyên Vũ.
Khi bắt đầu bước chân vào con đường ca hát, anh đầu quân cho Trung tâm phát hành băng nhạc Vafaco và trở thành ca sĩ độc quyền. Anh chính là ca sĩ nam đầu tiên hoạt động theo hình thức độc quyền tại Việt Nam. Bên cạnh Nguyên Vũ, còn có Mỹ Tâm cũng được chọn là ca sĩ đại diện cho trung tâm này. Mỹ Tâm và Nguyên Vũ là hai cái tên rất nổi tiếng thời điểm đó, với rất nhiều bài hit, có mặt hầu hết trên thị trường băng đĩa nhạc.
Năm 2010, Với album kỷ niệm 15 năm ca hát được đầu tư công phu và đầy sáng tạo, ca sĩ Nguyên Vũ đã được trao giải thưởng Album Vàng tháng 5-2011. Với chủ đề Nguyên Vũ Special, anh đã giới thiệu đến khán thính giả một tuyển tập gồm hai CD và một DVD với nhiều màu sắc khác nhau. Album dance tập hợp những ca khúc "hit" một thời của anh như Hãy yêu người đến sau, Dòng sông tình yêu, Phố kỷ niệm... được phối lại rất sinh động. Album ballad là những ca khúc trữ tình của các nhạc sĩ trẻ đang ăn khách trên thị trường, khẳng định thế mạnh của anh ở dòng nhạc này.
Năm 2018, là năm Nguyên Vũ đánh dấu gần 25 năm sự nghiệp ca hát, giọng ca “Góc phố kỷ niệm” có những kế hoạch bí mật dành tặng cho người hâm mộ đã ủng hộ anh suốt thời gian qua.
Là một ca sĩ nổi tiếng có ngoại hình nổi bật, chính vì thế anh được đạo diễn mời tham gia đóng phim. Bộ phim đầu tay mà anh tham gia bộ phim truyền hình Lục Vân Tiên do TFS sản xuất. Sau đó anh góp mặt vào nhiều bộ phim khác, bao gồm Dollar trắng, Tấm hộ chiếu vào đời, Những cuộc tình trắng đen, Lấy Vợ Sài Gòn, Chuông Reo Là Bắn... Ngoài ra anh còn được mời tham gia bộ phim cổ trang Trạng sư Trần Mộng Cát hợp tác với Trung Quốc, nhưng sau đó anh đã bỏ vai diễn.
Ở lĩnh vực MC, anh từng đảm nhận vai trò dẫn dắt của Vietnam Idol mùa đầu. Đây cũng là một trong những chương trình truyền hình thực tế đầu tiên ở Việt Nam và Nguyên Vũ được các chuyên gia nước ngoài lựa chọn bởi phong cách dẫn thoải mái, không gò bó. Ngoài ra, anh còn đảm nhận vai trò MC cho nhiều chương trình của HTV mà cho đến nay vẫn còn gắn liền với ký ức của nhiều khán giả như Hát với ngôi sao, Ngôi sao Tiếng hát truyền hình, Nhịp cầu âm nhạc… Nguyên Vũ cũng xuất hiện trong vai trò người dẫn chương trình của một số trò chơi truyền hình và các chương trình ca nhạc lớn nhỏ của Đài Truyền hình Thành phố Hồ Chí Minh.
Không chỉ tập trung cho âm nhạc, nam ca sĩ còn đảm nhận nhiều vai trò như làm người dẫn chương trình, giám khảo cho nhiều gameshow và cuộc thi trong nước từ các cuộc thi âm nhạc, diễn xuất đến sắc đẹp.
Sau 25 năm hoạt động nghệ thuật, Nguyên Vũ đã đánh dấu được tên tuổi của mình trong nhiều lĩnh vực, từ ca sĩ, diễn viên đến dẫn chương trình. Nhìn lại chặng đường đã qua, Nguyên Vũ cảm thấy hài lòng mặc dù còn nhận được không ít những ý kiến trái chiều, nhưng với anh đó sẽ là những lời góp ý chân thành để hoàn thiện bản thân từng ngày. 25 năm trong nghề, không phải là khoảng thời gian quá dài nhưng cũng không hề ngắn đối với một đời người. Nguyên Vũ trải qua đủ những thử thách của nghề, đến hôm nay, anh chọn cách bình tĩnh đối mặt với những thử thách và áp lực. Anh không vội vàng mà tích cực trau dồi, từ đó chứng minh bản thân.
Dù đã nhiều tuổi và qua thời hoàng kim nhưng show diễn của Nguyên Vũ vẫn dày đặc. Anh vẫn thường xuyên xuất hiện trên truyền hình với vai trò giám khảo trong các gameshow, tham gia đóng phim và đi lưu diễn nhiều nơi. Ngoài ca hát, Nguyên Vũ còn tham gia thêm kinh doanh.

## Âm nhạc

### Album đã phát hành
- Mơ Những Ngày Bên Nhau (2003) (Vol 4)
- Nói Với Người Tình - Nguyên Vũ, Phi Nhung
- Vầng Trăng Khóc - Em Không Còn Gì Cho Anh (2005) (Vol 5)
- Đúng Rồi... Chớ Hỏi Vì sao (2006) (Vol 6)
- Hãy Yêu Người Đến Sau (2001) (Vol 2)
- Dòng Sông Tình Yêu (2002) (Vol 3)
- Hát Cho Tình Yêu Đầu (2000) (Vol 1)
- Password... Internet Love (2008) (Vol 8)
- Phim ca nhạc Hồn Bướm (2008)
- Ngôi Nhà Hạnh Phúc – Ngôi Nhà Hoa Hồng (2007) (Vol 7)
- Giờ Tý Canh 3 - Thương Lắm Mình Ơi (2010)
- Phố ấm áp – Phố hoa xuân, Nơi Đó Có Hạnh Phúc (2010) (Vol 9)
- Nguyên Vũ Special (2011)
- Nơi Anh Chờ Em (2011)
- Ra Giêng Anh Cưới Em (2013)
- Nguyên Vũ Remix – Một mình anh… Chàng Vệ Sĩ Của Em (tháng 2 năm 2015)
- Café Sài Gòn (tháng 6 năm 2015)

### MV/Singles
- Anh Thật Ngốc
- Ba Má Ơi! Con Hứa Lấy Vợ (với Sakhar)
- Baby Do You Know
- Biết Phải Làm Sao
- Bóng Đêm
- Bước Chân Cuối Cùng
- Chỉ Còn Chúng Ta
- Chỉ Còn Mình Anh
- Chớ Hỏi Vì Sao
- Chớ Tin
- Chưa Ai Ngỏ Lời
- Con Tim Loạn Nhịp
- Cuộc Tình Mùa Thu
- Cuộc Tình Thứ Nhất
- Dù Tình Phôi Phai
- Đã Không Yêu Thì Thôi
- Đúng Rồi
- Đừng Vì Danh Phụ Nghĩa Quên Tình
- Gửi Những Người Phụ Nữ Tôi Yêu (với Quang Vinh, Nhật Tinh Anh, V. Music, The Men, Đăng Khôi, Nguyễn Văn Chung)
- Hát Cho Tình Yêu Đầu
- Hãy Yêu Người Đến Sau
- Hoa Anh Đào Trong Gió
- Hơn Cả Người Thân
- Khóc Cho Con Tim
- Không Muốn Em Phải Khóc
- Khúc Dương Cầm Cho Em
- Hương Thầm
- Lời Hẹn Ước
- Mong Thời Gian Trở Lại
- Một Lần Thôi
- Mộng Thủy Tinh
- Mơ Những Ngày Bên Nhau
- Mùa Thu Em Đi
- Ngã Rẽ Mưa
- Ngôi Sao Biết Không
- Nốt Nhạc Vui
- Nơi Đó Có Hạnh Phúc
- Phố Ấm Áp
- Phố Hoa Xuân
- Phố Kỷ Niệm
- Sẽ Đợi Em
- Sợ Thấy Em Khóc
- Tại Vì Sao
- Tết Đến Rồi! Về Nhà Thôi
- Thật Lòng Xin Lỗi Em (bài gốc: บอกว่าอย่าน่ารัก của Bird Thongchai)
- Thương Lắm Anh Em Miền Trung Ơi
- Tiếng Dương Cầm Trên Biển
- Tin
- Tình Yêu Thầm Kín (bài gốc: ก็เลิกกันแล้ว của Bird Thongchai)
- Từ Khi Em Đến
- Vắng Em
- Vầng Trăng Khóc
- Về Bên Anh
- Vui Vẻ Hok Quạo
- Yêu Cuồng Say
- Yêu Trong Đợi Chờ

## Diễn xuất

### Phim ảnh
| Năm  | Tựa phim                      | Vai diễn        | Kênh           |
| ---- | ----------------------------- | --------------- | -------------- |
| 1993 | Tuổi hoa trẻ                  | Anh             | Phim chiếu rạp |
| 1996 | Xúng luật quanh               | Văn             | HTV9           |
| 1996 | Thành phố nhịp sống           | Quốc            | HTV7           |
| 1998 | Sông đêm                      | Nguyễn Nhật     | HTV9           |
| 2003 | Những bối tranh thần minh     | Hảo             | VTV Cần Thơ 1  |
| 2004 | Lục Vân Tiên                  | Vương Tử Trực   | HTV7           |
| 2005 | Lấy vợ Sài Gòn                | Tài             | Phim chiếu rạp |
| 2006 | Dollars trắng                 | Huỳnh Đăng Khoa | HTV9           |
| 2006 | Chuông reo là bắn             | Bảo             | Phim chiếu rạp |
| 2007 | Hộ chiếu vào đời              | Thế Sơn         | HTV9           |
| 2007 | Ghen                          | Vũ Nguyên       | HTV9           |
| 2009 | Những cuộc tình trắng đen     | Hoàng Vinh      | HTV9           |
| 2010 | Tình như tia nắng             | Hiếu Khang      | THVL1          |
| 2010 | Gọi nắng                      | Việt            | HTV7           |
| 2010 | Chạm vào quá khứ              | Khắc Huy        | SCTV14         |
| 2012 | Cầu vồng sau mưa              | Phong           | HTV7           |
| 2012 | Xuân tình                     | Minh Tài        | VTV9           |
| 2012 | Khi yêu đừng nói lời chia tay | Đông            | VTV9           |
| 2012 | Về Quê                        | Minh            | HTV7           |
| 2013 | Ván bài tình yêu              | Giang           | HTV9           |
| 2014 | Kẻ gây hấn                    | Chí Học         | HTV7           |
| 2015 | Một thời lãng quên            | Thông           | HTV7           |
| 2015 | Ông trùm                      | Trương Hào      | THVL1          |
| 2016 | Tình thù hai mặt              | Long            | HTV9           |
| 2018 | Ngậm ngùi                     | Khánh           | THVL1          |
| 2022 | Quý ông 5 G                   | Đại Vương       | VTV9           |
| 2024 | Tết sum vầy                   | An              | THVL1          |
| 2024 | Bên bờ hạnh phúc              | Long đầu bạc    | THVL1          |
| 2025 | Yêu lần nữa                   | Nhật Lâm        | THVL1          |

### Kịch
- Đã không yêu thì thôi, em đẹp nhất đêm nay
- Chàng vệ sĩ của em
- Một mình anh
- Lỗ tai cây
- Duyên nợ cuộc đời

### Biên kịch
- Phim Máu chảy về tim

## Chương trình truyền hình
- Nhịp Cầu Âm Nhạc 2003, 2004, 2005, 2006, 2007, 2008 - Ca Sĩ
- Chinh phục thời gian 2007 - Ca Sĩ
- Thần Tượng Âm Nhạc: Vietnam Idol (mùa 1) 2007 - MC
- Hát Với Ngôi Sao 2008 - MC
- Bước Nhảy Hoàn Vũ 2011 - Thí Sinh
- Ngôi Sao Tiếng Hát Truyền hình 2011 - Ca Sĩ
- Bước Nhảy Hoàn Vũ 2012 - MC
- Một Phút Để Chiến Thắng 2012 - MC
- Vua Tóc Việt Nam 2015 - MC
- Hát Với Ngôi Sao - Ca sĩ (2005 - 2009)
- Danh Hài Đất Việt 2015, 2016 - Ca Sĩ, Diễn Viên
- Nữ Hoàng Doanh Nhân Việt Nam 2017 - Giám Khảo
- Hãy Nghe Tôi Hát 2017 - Giám Khảo, MC
- Hãy Nghe Tôi Hát 2018 - MC
- Chuyện Của Sao 2018, 2019, 2020 - Khách Mời
- Hoa Hậu & Nam Vương Doanh Nhân Người Việt Toàn cầu 2018: Giám Khảo
- Ký Ức Vui Vẻ 2019 - Ca Sĩ
- Hoa Khôi Doanh Nhân 2019 - Giám Khảo
- Tinh Hoa Hội Tụ 2019 - Giám Khảo
- Hãy Nghe Tôi Hát 2019 - Giám Khảo
- Gương Mặt Điện Ảnh 2019 - Giám Khảo
- 60 phút rực rỡ 2020 - Khách Mời
- Cặp Đôi Hài Hước 2020 - Giám Khảo
- Hãy Nghe Tôi Hát 2020 - Giám Khảo
- Tình Bolero 2020 - Giám Khảo
- Đấu Trường Ngôi Sao 2021 - Huấn Luyện Viên
- Ký Ức Sài Gòn 2021 - Khách mời
- Hãy Nghe Tôi Hát 2021 - MC
- Vietnam Fitness Model 2021 - Giám Khảo
- Sao Nối Ngôi 2021 - Giám Khảo
- Lạ Lắm À Nha 2021 - Ca sĩ
- Hãy Nghe Tôi Hát 2022 - Giám Khảo
- Tỏa Sáng Sao Đôi 2021, 2022 - Giám Khảo
- Giọng Ca Vàng Doanh Nhân 2022 - Giám Khảo
- Miss World Business Vietnam 2022 - Giám Khảo
- Tinh Hoa Hội Tụ 2019, 2022 - Giám Khảo
- Người Kể Chuyện Tình 2022 - Khách Mời
- Đấu Trường Ngôi Sao 2022 - Giám Khảo
- Hãy Nghe Tôi Hát Nhí 2022 - Giám Khảo
- Chân Dung Cuộc Tình 2023 - Giám khảo
- Hãy Nghe Tôi Hát Nhí 2023 - Giám Khảo
- Và nhiều chương trình khác

## Giải thưởng
- 1990: Giải A Liên hoan ca nhạc năm 1990[10]
- 1992: Giải nhất Tiếng hát học sinh sinh viên Toàn quốc[11]
- 2007: Album Vàng 2007 - Giải "Album được yêu thích" tháng 3 cho album Đúng rồi, Chớ hỏi vì sao
- 2007: Album Vàng 2007 - Giải "Ca sĩ biểu diễn album thành công" với album Đúng rồi, Chớ hỏi vì sao
- 2008: Album Vàng 2008 - Top album của năm cho Mật khẩu…Nối mạng tình yêu
- 2008: Album Vàng 2008 - Giải Album được yêu thích tháng 12 cho album Mật khẩu…Nối mạng tình yêu
- 2009: Giải Mai vàng Ca sĩ hát nhạc âm hưởng dân ca 2009 cho bài hát "Đường Về Miền Trung"[12]
- 2009: Giải Mai vàng cho nam ca sĩ hát nhạc âm hưởng dân ca
- 2010: Video clip của năm cho MV "Phố kỷ niệm"
- 2010: Album Vàng 2009 - Giải "Album nghệ thuật xuất sắc" tháng 3 cho album Phố kỷ niệm
- 2010: Album Vàng 2010 - Giải "Album có ý tưởng thiết kế" tháng 12 cho bộ album Nói với người tình và Giờ tý canh ba – Thương lắm mình ơi
- 2011: Album Vàng 2010 - Giải Album nghệ thuật xuất sắc tháng 5 cho album Nguyên Vũ Special
- 2011: Album Vàng 2010 - Giải Album nghệ thuật xuất sắc năm cho album Nguyên Vũ Special
- 2016: Giải Ông hoàng hội xuân tại Hội xuân Văn nghệ sĩ Bính Thân 2016[13]
- 2020: Giải Người dẫn đầu tại Lễ trao giải Chim ém 2020[14]
- 2021: Quán quân Đấu trường ngôi sao[15]